# Kaliyakkavilai
Kaliyakkavilai es una ciudad y nagar Panchayat situada en el distrito de Kanyakumari en el estado de Tamil Nadu (India). Su población es de 15625 habitantes (2011).

## Demografía
Según el censo de 2011 la población de Kaliyakkavilai era de 15625 habitantes, de los cuales 7753 eran hombres y 7872 eran mujeres. Kaliyakkavilai tiene una tasa media de alfabetización del 90,65%, superior a la media estatal del 80,09%: la alfabetización masculina es del 92,96%, y la alfabetización femenina del 88,39%.